# Jelena Wiktorowna Kononowa
Jelena Wiktorowna Kononowa (russisch Елена Викторовна Кононова; * 17. August 1969 in Moskau, Sowjetunion; † 22. Mai 2014 in Kasan, Russland) war eine russische Fußballspielerin. Mit der russischen Nationalmannschaft nahm sie an den Fußball-Europameisterschaften 1993, 1995 und 1997 teil. Während Russland 1993 und 1995 jeweils im Viertelfinale gegen Deutschland unterlag, schied die Mannschaft 1997 in der Vorrunde nach drei Niederlagen gegen Schweden, Spanien und Frankreich aus.

## Erfolge
- Russische Meisterin: 1996, 2001 (ZSK WWS Samara)